# Liste der Monuments historiques in Betoncourt-Saint-Pancras
Die Liste der Monuments historiques in Betoncourt-Saint-Pancras führt die Monuments historiques in der französischen Gemeinde Betoncourt-Saint-Pancras auf.

## Liste der Objekte
| Bezeichnung                 | Beschreibung                                                                         | Standort                                   | Kennzeichnung | Schutzstatus | Datum | Bild |
| --------------------------- | ------------------------------------------------------------------------------------ | ------------------------------------------ | ------------- | ------------ | ----- | ---- |
| Hauptaltar                  | Altartisch und Retabel; Holz, farbig gefasst, spätes 17. oder spätes 18. Jahrhundert | in der Kirche St-Pancras-et-St-Roch (Lage) | PM70000118    | Classé       | 1974  |      |
| Gemälde Anbetung der Hirten | Ölfarbe auf Holz, 18. Jahrhundert                                                    | in der Kirche St-Pancras-et-St-Roch (Lage) | PM70002072    | Inscrit      | 1974  |      |
| Skulptur Heiliger Rochus    | Holz, farbig gefasst, 18. Jahrhundert                                                | in der Kirche St-Pancras-et-St-Roch (Lage) | PM70002073    | Inscrit      | 1974  |      |